# Basingstoke

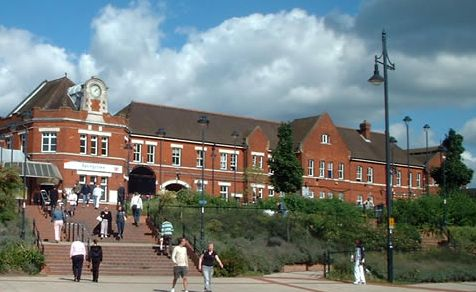
A estação ferroviária de Basingstoke

Basingstoke é uma cidade localizada no condado de Hampshire, no sudeste da Inglaterra. Faz parte do distrito de Basingstoke e Deane. Situa-se a 77 quilômetros de Londres.  